# مناورات كليوباترا

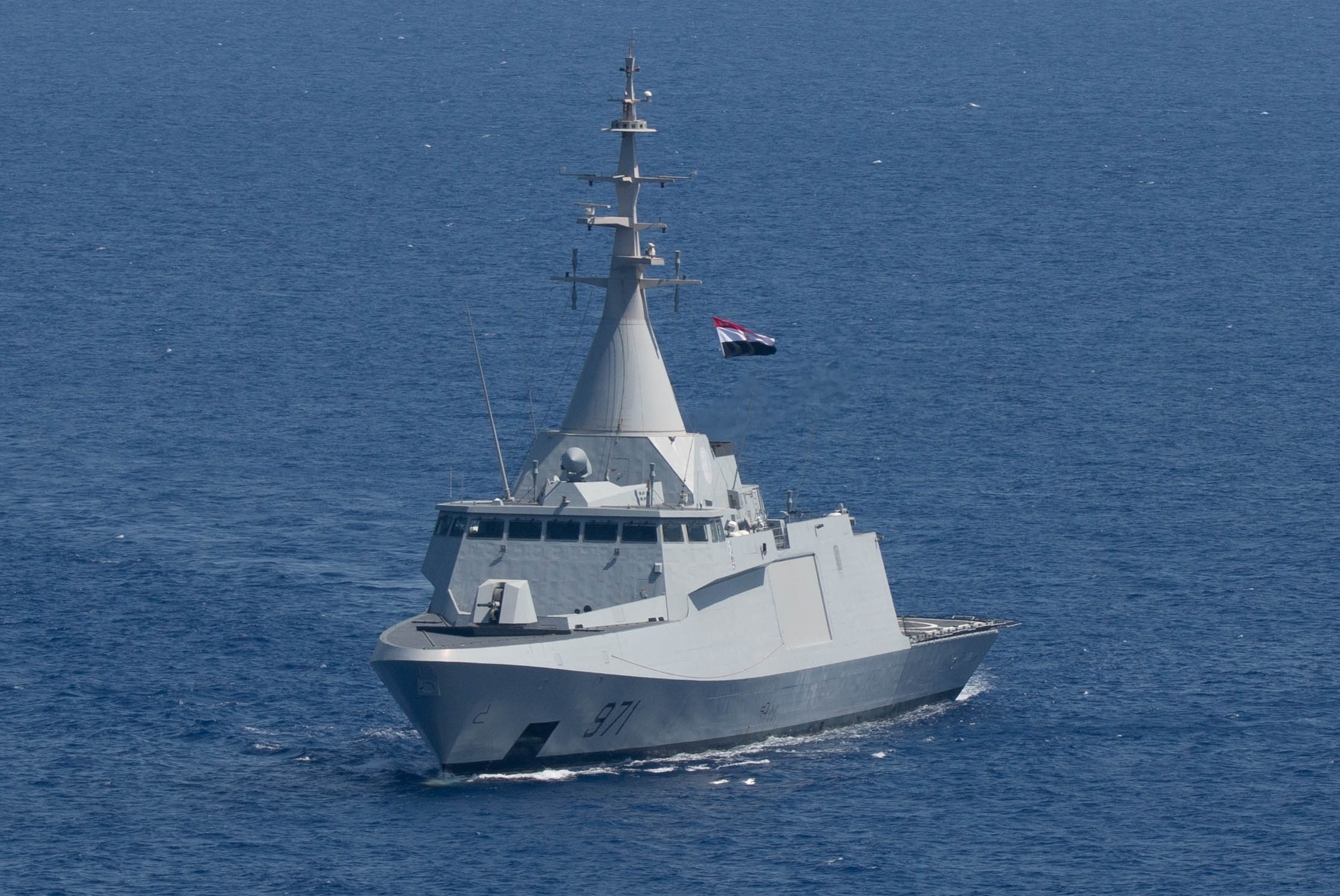
فرقاطة من نوع جوويند.

مناورات كليوباترا تدريب للقوات البحرية مشترك بين عناصر البحرية المصرية والفرنسية يهدف التدريب الي دعم آفاق التعاون العسكري بين البلدين، وتعزيز الكفاءة القتالية للقوات البحرية المصرية والفرنسية لتحقيق الأمن البحري بالمنطقة وفقا لأساليب ومنظومات القتال الحديثة.

## مناورات 2022
وصلت الفرقاطة المصرية من طراز "جوويند" (سجم المعز) إلى ميناء طولون في فرنسا في 15 سبتمبر 2022، برفقة عدد من عناصر القوات الخاصة البحرية، للمشاركة في فعاليات تدريب مشترك مع الجانب الفرنسي.
تضمن التدريب عقد مؤتمرات تنسيقية لتوحيد المفاهيم القتالية واختبار المعدات، إلى جانب محاضرات نظرية وبيانات عملية، شملت التدريب على أعمال الاستطلاع البحري، واعتراض الأهداف المعادية، والتعامل مع التهديدات غير النمطية، بالإضافة إلى تنفيذ إجراءات الزيارة والتفتيش للسفن المشتبه بها.
كما تم تنفيذ عدد من تشكيلات الإبحار خلال فترات النهار والليل، والتدريب على تبادل الطائرات بين القطع البحرية المصرية والفرنسية. وشاركت عناصر من القوات الخاصة البحرية للجانبين في تنفيذ عملية اقتحام لسفينة مشتبه بها عبر الإنزال العمودي باستخدام طائرة هليكوبتر بالتعاون مع لنشات سريعة.
شهد المرحلة الختامية للتدريب قائد القوات البحرية المصرية، إلى جانب نظيره الفرنسي، حيث استمعا إلى عرض حول أبرز الأنشطة التي نُفذت خلال مراحل التدريب المختلفة.
وخلال اللقاء، أُكد على أهمية مثل هذه التدريبات في تعزيز التعاون وتبادل الخبرات بين القوات البحرية في البلدين، بما يساهم في دعم جهود الأمن البحري في المنطقة.

## مناورات 2024
تضمن التدريب عدداً من الأنشطة والفعاليات التي هدفت إلى تعزيز العمل المشترك ورفع الكفاءة القتالية للعناصر المشاركة، وشملت:
- عقد محاضرات متعددة لتوحيد مفاهيم العمل المشترك بين مختلف العناصر.
- التدريب على تنفيذ إجراءات حق الزيارة والتفتيش للسفن غير المتعاونة، بالإضافة إلى تدريبات الدفاع الجوي لمواجهة الأهداف الجوية المعادية.
- تنفيذ تدريبات على الإمداد والتزود بالوقود في البحر، إلى جانب رمايات مدفعية سطحية باستخدام الذخيرة الحية للتعامل مع أهداف معادية محتملة.
- إجراء تشكيلات إبحار متنوعة أظهرت درجة التنسيق بين الوحدات البحرية المشاركة.

حضر جانباً من فعاليات التدريب عدد من المسؤولين العسكريين، من بينهم قائد القوات البحرية المصرية، وقائد المنطقة البحرية للبحر المتوسط في القوات الفرنسية، والملحق العسكري الفرنسي بالقاهرة، وعدد من قادة القوات البحرية من الجانبين.